# Charytyna
Charytyna – imię żeńskie pochodzenia greckiego z kręgów chrześcijańskich, pochodzące od gr. χαρις (charis) - "piękno, radość, łaska". Patronką tego imienia jest św. Charytyna z Korykos w Cylicji (IV wiek). Imię to było względnie bardziej popularne na obszarze prawosławnym.  
Charytyna imieniny obchodzi 5 października.
Imię to nosiła święta prawosławna.
W innych językach:
- łac. Charitina
- gr. Charitínē
- fr. Charitine
- ros. Charitina
- ukr. Charytyna
- wł. Caritina